# Henny ter Weer
Henricus Pieter (Henny) ter Weer (Leiden, 7 augustus 1922 – Den Haag, 12 augustus 2013) was een Nederlands schermer. Hij is achtvoudig Nederlands kampioen, waarvan zesmaal op floret (1948, 1951, 1952, 1955, 1956 en 1959), eenmaal op degen (1956) en eenmaal op sabel (1948). Hij behoort tot een zeer selecte groep van slechts zeven schermers die op alle wapens ten minste eenmaal Nederlands kampioen is geworden. 
Henny nam eenmaal deel aan de Olympische Spelen, maar won hierbij geen medailles.
Ter Weer maakte zijn olympisch debuut op de Olympische Spelen van Londen. Bij de equipewedstrijden sabel behaalde hij met het Nederlandse team een gedeelte vijfde plaats. Op het onderdeel floret individueel werd hij in de kwartfinales zesde door twee van de zes partijen te winnen. Bij de equipewedstrijden floret werd hij eveneens nog voor de finales uitgeschakeld.
Hij overleed uiteindelijk amper vijf dagen na zijn 91e verjaardag.